# Micromelerpeton
Il micromelerpeton (Micromelerpeton credneri) è un piccolo anfibio estinto, appartenente ai temnospondili. Visse nel Permiano inferiore (circa 280 milioni di anni fa) e i suoi resti sono stati ritrovati in Germania.

## Descrizione e classificazione
Questo piccolo anfibio non doveva superare la lunghezza di 25 centimetri, e il suo aspetto doveva essere piuttosto simile a quello di una salamandra. Alcune caratteristiche, però, erano tipiche degli anfibi paleozoici (temnospondili): il cranio, ad esempio, era notevolmente grosso e robusto, munito di una quantità di piccoli denti aguzzi, mentre le vertebre erano di foggia antiquata. Il micromelerpeton appartiene a quel gruppo di anfibi noti come dissorofoidi, tra i quali vi furono alcune forme ritenute possibili antenati degli anfibi odierni.

## Stile di vita

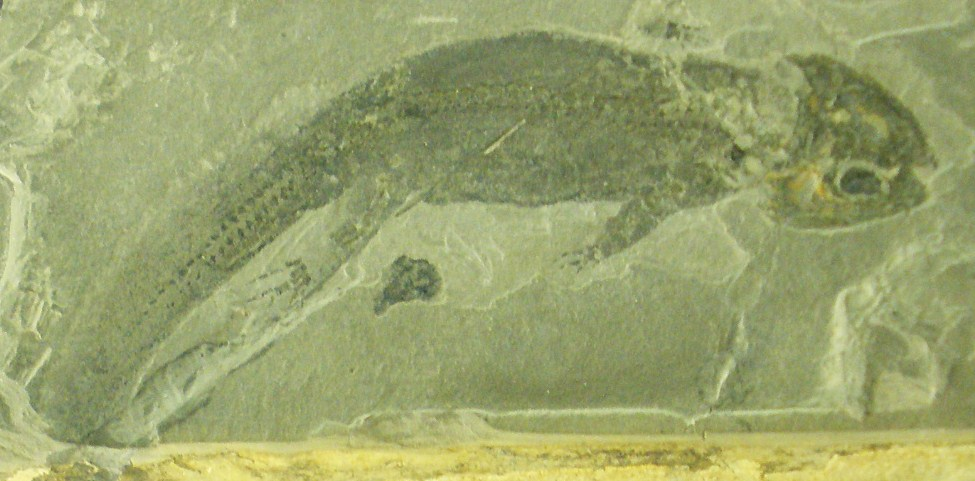
Fossile di esemplare giovane di Micromelerpeton

Uno studio di Witzmann e Pfretzschner del 2003, effettuato su numerosi esemplari di micromelerpeton, ha mostrato che questo animale in età giovanile era strettamente legato all'ambiente acquatico; successivamente sviluppava una serie di caratteristiche che lo rendevano più adatto a un habitat terrestre. Ad esempio, gli esemplari adulti avevano sviluppato una notevole ossificazione delle vertebre e delle zampe (quasi assente nei giovani), mentre l'anello sclerotico (una serie di ossa che rinforzavano l'occhio) cresceva progressivamente di diametro; si sviluppava poi un osso palpebrale e si riducevano le branchie esterne. Queste caratteristiche sono del tutto compatibili con uno stile di vita compiutamente terrestre.

### Capacità Rigenerative
Un recente lavoro pubblicato sul "Proceedings of Royal Society B" ha rivelato che il micromelerpeton credneri era dotato della capacità di rigenerare gli arti in seguito ad un infortunio. Ai giorni nostri, le salamandre sono gli unici tetrapodi in grado di rinnovare le proprie membra più volte nel corso della vita. Tale capacità, precedentemente ritenuta piuttosto recente nella storia evolutiva, in realtà è molto più antica; come testimoniano i numerosi fossili analizzati nei depositi del Bacino Saar-Nahe in Germania sud-occidentale. I ricercatori hanno riscontrato un certo numero di anomalie agli arti, tra cui fusioni ossee e dita supplementari, tipiche per posizione e caratteristiche degli arti rigenerati delle salamandre moderne. Queste deformità infatti possono essere abbastanza comuni in seguito ad amputazioni ripetute o tessuti gravemente danneggiati.